# Jörg Schuster
Jörg Schuster (* 1969) ist ein deutscher Literaturwissenschaftler.

## Leben und Werk
Schuster studierte Neuere Deutsche Literatur, Allgemeine Rhetorik und Philosophie. 1997 bis 2000 gehörte er dem DFG-Graduiertenkolleg Klassizismus und Romantik im europäischen Kontext. Die ästhetische Erfindung der Moderne an der Justus-Liebig-Universität Gießen an. 2001 wurde er mit einer Arbeit zur deutschen Elegie der zweiten Hälfte des 18. Jahrhunderts an der Eberhard Karls Universität Tübingen promoviert. Von 2001 bis 2007 war er wissenschaftlicher Mitarbeiter am Deutschen Literaturarchiv Marbach. Dort war er an der Herausgabe der Tagebücher von Harry Graf Kessler beteiligt. Daneben war er von 2003 bis 2007 Lehrbeauftragter am Seminar für Allgemeine Rhetorik der Universität Tübingen. Von 2007 bis 2010 sowie 2012/13 war er wissenschaftlicher Mitarbeiter bei Moritz Baßler am Germanistischen Institut der Westfälischen Wilhelms-Universität Münster und von 2010 bis 2012 wissenschaftlicher Assistent von Thomas Anz am Institut für Neuere deutsche Literatur der Philipps-Universität Marburg, wo er sich 2012 habilitierte. 2015 bis 2016 war er als Wissenschaftlicher Mitarbeiter an der TU Braunschweig bei Renate Stauf tätig, 2014/15 sowie von 2016 bis 2017 vertrat er eine Professur für Neuere deutsche Literatur an der Goethe-Universität Frankfurt am Main. 2017–2019 verwaltete er eine Professur am Institut für Germanistik der Carl von Ossietzky Universität Oldenburg. Seit 2019 ist er Wissenschaftlicher Mitarbeiter und seit 2021 apl. Prof. am Institut für deutsche Literatur und ihre Didaktik der Goethe-Universität Frankfurt am Main.

## Veröffentlichungen
als Autor:
- Poetologie der Distanz. Die „klassische“ deutsche Elegie 1750–1800. Rombach, Freiburg im Breisgau 2002, ISBN 3-7930-9327-1, zugleich: Dissertation, Universität Tübingen, 2000
- „Kunstleben“. Zur Kulturpoetik des Briefs um 1900. Korrespondenzen Hugo von Hofmannsthals und Rainer Maria Rilkes. Verlag Wilhelm Fink, Paderborn 2014, ISBN 978-3-7705-5602-1, zugleich: Habilitationsschrift, Universität Marburg, 2012
- Die vergessene Moderne. Deutsche Literatur 1930–1960 (= Kröners Taschenausgabe. Band 219). Kröner, Stuttgart 2016, ISBN 978-3-520-21901-5.
- Rezensionen auf www.literaturkritik.de

als Herausgeber:
- Harry Graf Kessler (Autor), Günter Riederer und Jörg Schuster (Hrsg.): Das Tagebuch 1880–1937. Band 2: 1892–1897. Cotta, Stuttgart 2004, ISBN 3-7681-9812-X
- Harry Graf Kessler (Autor), Jörg Schuster unter Mitarbeit von Janna Brechmacher (Hrsg.): Das Tagebuch 1880–1937. Band 4: 1906–1914. Cotta, Stuttgart 2005, ISBN 3-7681-9814-6
- Harry Graf Kessler (Autor), Angela Reinthal, Günter Riederer und Jörg Schuster (Hrsg.): Das Tagebuch 1880–1937. Band 8: 1923–1926. Cotta, Stuttgart 2009, ISBN 978-3-7681-9818-9
- Jörg Schuster und Jochen Strobel (Hrsg.): Briefkultur. Texte und Interpretationen – von Martin Luther bis Thomas Bernhard. De Gruyter, Berlin und Boston 2013, ISBN 978-3-11-027656-5
- Eckart Conze, Wencke Meteling, Jörg Schuster und Jochen Strobel (Hrsg.): Aristokratismus und Moderne. Adel als politisches und kulturelles Konzept 1890–1945. Böhlau, Köln u. a. 2013, ISBN 978-3-412-21007-6
- Jörg Schuster, Jan Süselbeck und Kevin Vennemann (Hrsg.): Ich habe sie gesammelt, die unmöglichen Orte. Literarische Topographien der Gegenwart (= Die Horen, Nr. 257 = Jahrgang 60, Nr. 1). Wallstein, Göttingen 2015, ISBN 978-3-8353-1605-8
- Moritz Baßler, Hubert Roland, Jörg Schuster (Hrsg.): Poetologien deutschsprachiger Literatur 1930-1960. Kontinuitäten jenseits des Politischen. De Gruyter (Untersuchungen zur deutschen Literaturgeschichte. Bd. 146), Berlin, Boston 2016, ISBN 978-3-11-041889-7
- Jörg Schuster, André Schwarz, Jan Süselbeck (Hrsg.): Transformationen literarischer Kommunikation. Kritik, Emotionalisierung und Medien vom 18. Jahrhundert bis heute. Thomas Anz zum 65. Geburtstag. de Gruyter (spectrum Literaturwissenschaft. Bd. 58), Berlin, Boston 2017, ISBN 9783110541434
- Marie Isabel Matthews-Schlinzig, Jörg Schuster, Gesa Steinbrink und Jochen Strobel (Hrsg.): Handbuch Brief. Von der frühen Neuzeit bis zur Gegenwart. 2 Bde. De Gruyter (Reference), Berlin, Boston 2020, ISBN 9783110375107
- Margarete Fuchs, Anna-Sophie Jürgens, Jörg Schuster (Hrsg.): Manegenkünste. Zirkus als ästhetisches Modell. transcript, Bielefeld 2020, ISBN 978-3-8376-4148-6